# Lolland (municipi)
Lolland és un municipi danès de la Regió de Sjælland que va ser creat l'1 de gener del 2007 com a part de la Reforma Municipal Danesa, integrant els antics municipis de Holeby, Højreby, Maribo, Rødby, Nakskov, Rudbjerg i Ravnsborg. El municipi és situat a l'oest de l'illa de Lolland, abastant una superfície de 891 km². Tot i que la idea original era la de crear dos municipis, un centrat en Nakskov i l'altre en Maribo, una votació popular va decidir crear-ne un de sol.
Al nord de l'illa de Lolland, al Smålandsfarvandet, hi ha un conjunt d'illes que formen part del municipi: Fejø, Femø, Askø, Lilleø, Skalø, Rågø i Vejrø. A l'oest, al fiord de Nakskov, hi ha les illes d'Enehøje, Vejlø i Slotø. Al sud de la ciutat de Maribo hi ha un conjunt de llacs on detaquen el Søndersø, Røgbølle i el Hejrede, al nord hi ha el Nørresø.
La ciutat més important és Nakskov (13.886 habitants el 2009) i la seu administrativa del municipi és Maribo (6.083 habitants el 2009). Altres poblacions del municipi són:
- Anderstrup
- Bandholm
- Birket
- Branderslev
- Dannemare
- Errindlev
- Hillested
- Holeby
- Horslunde
- Hunseby
- Langø
- Nørreballe
- Rødby
- Rødbyhavn
- Sandby
- Søllested
- Stokkemarke
- Utterslev
- Vesterby

## Consell municipal
Resultats de les eleccions del 18 de novembre del 2009:
| Partit                       | vots | % vots |
| ---------------------------- | ---- | ------ |
| Socialdemokratiet            | 7741 | 31,9   |
| Det Radikale Venstre         | 340  | 1,4    |
| Det Konservative Folkeparti  | 2141 | 8,8    |
| Borgeren                     | 40   | 0,2    |
| Socialistisk Folkeparti      | 6875 | 28,4   |
| Liberal Alliance             | 90   | 0,4    |
| Dansk Folkeparti             | 2614 | 10,8   |
| Venstre                      | 3931 | 16,2   |
| Enhedslisten - De Rød-Grønne | 457  | 1,9    |

### Alcaldes
| Alcalde          | Període               | Partit            |
| ---------------- | --------------------- | ----------------- |
| Stig Vestergaard | 1-1-2007 a 31-12-2009 | Socialdemokratiet |
|                  | 1-1-2010 a 31-12-2013 |                   |